# Feststoffraketentriebwerk

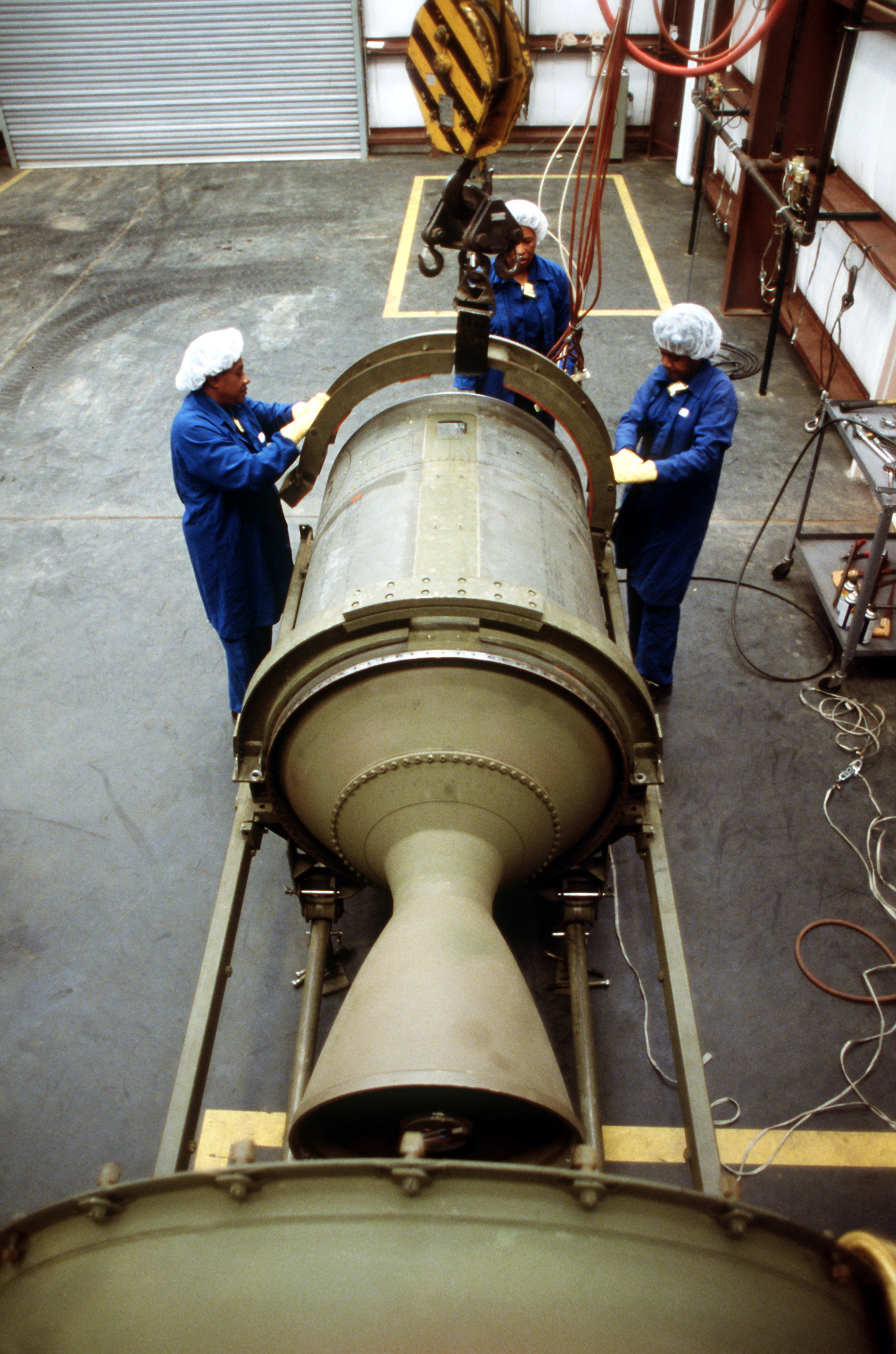
Feststoffraketentriebwerk Pershing 1a von Thiokol

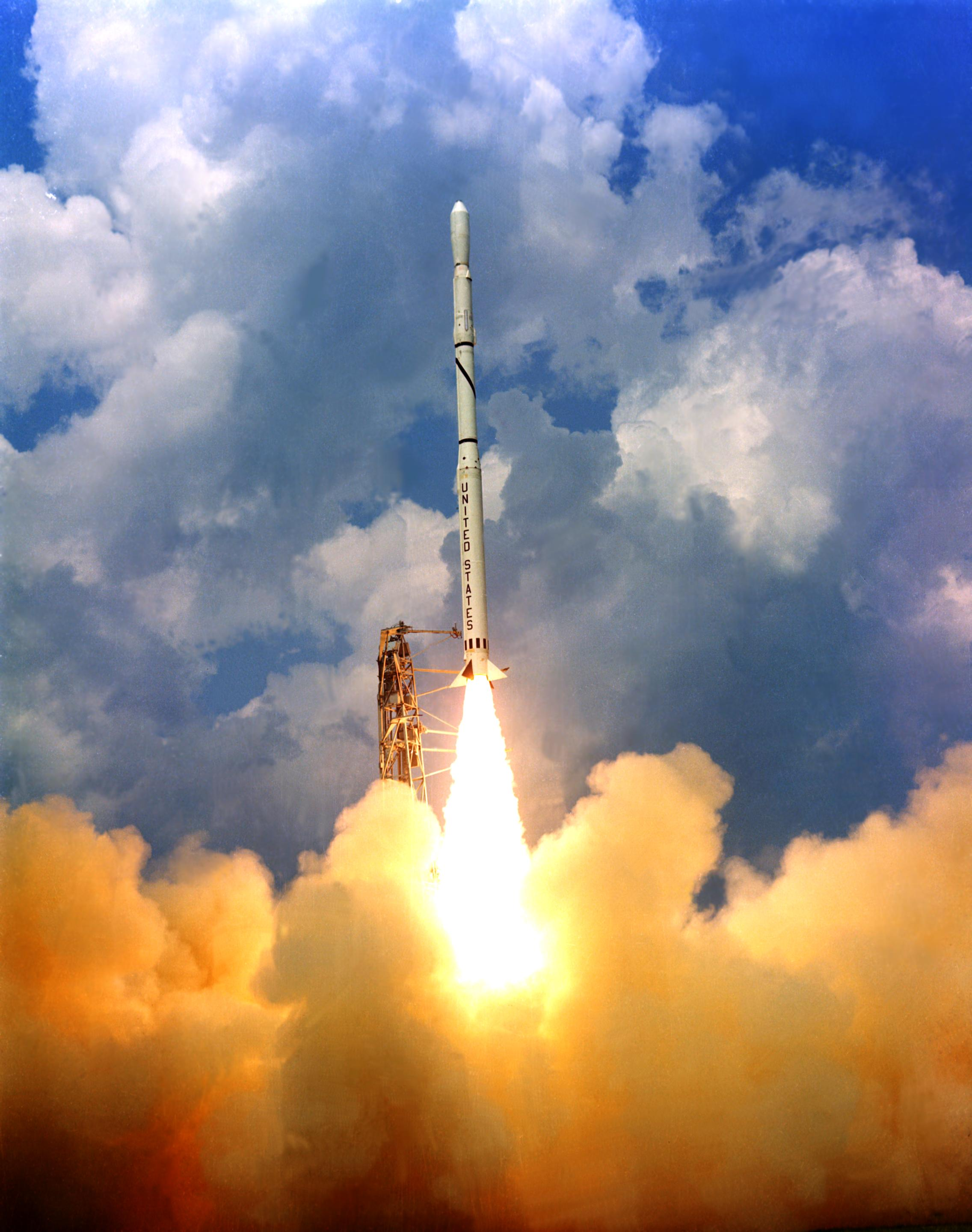
Start einer Scout-Feststoffrakete

Ein Feststoffraketentriebwerk oder auch Feststoffraketenantrieb ist ein Raketentriebwerk mit einem Antriebssatz aus festem Material. Sowohl reduzierende als auch oxidierende Komponenten werden als feste Stoffe gebunden mitgeführt. Im Gegensatz dazu gibt es die Flüssigkeitsrakete, bei der sowohl der Oxidator als auch der reduzierende Treibstoff in flüssiger Form mitgeführt, gemischt sowie verbrannt werden. In sogenannten Hybridraketen sind fester Treibstoff und flüssiges Oxidationsmittel miteinander kombiniert.

## Geschichte

### Früher Einsatz

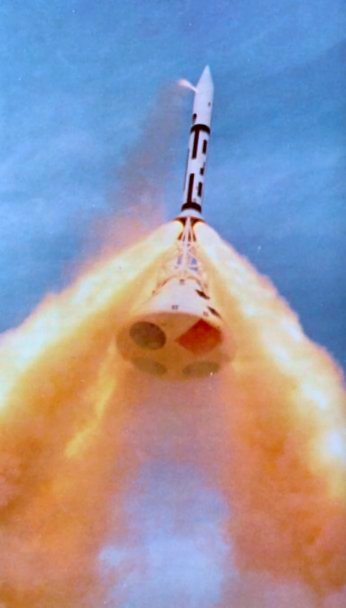
Test der Apollo-Rettungsrakete

Die ersten Raketen waren Feststoffraketen. Sie wurden vermutlich im Byzantinischen Reich im 7. Jahrhundert gebaut, bestanden aus Bambus als Raketenkörper und einer Mischung aus Salpeter und Schwefel als Treibstoff.
Vermutlich unabhängig davon wurden in China im 13. Jahrhundert Raketen entwickelt, die mit Schwarzpulver angetrieben wurden. Dort wurden sie unter anderem auch für militärische Zwecke verwendet. In Europa wurden sie später bekannt, ihre Hauptbedeutung hatten sie hier aber erst nur als Feuerwerkskörper.
Der britische Offizier William Congreve entwickelte Anfang des 19. Jahrhunderts eine Rakete für den militärischen Gebrauch. Sie wurde zum Beispiel beim Bombardement Kopenhagens (1807) verwendet. Durch den Fortschritt bei der Artillerie erlebte die Rakete aber eher ein Schattendasein. Erst zum Ende des 19. Jahrhunderts wurde wieder verstärkt in diesem Bereich geforscht und entwickelt.
Als erster erfolgreicher Start einer Feststoffrakete in Europa wird ein Raketentest (1931) von Karl Poggensee und Reinhold Tiling genannt.
Im Zweiten Weltkrieg wurden Feststoffraketen erstmals in großer Stückzahl verwendet, vor allem in Mehrfachraketenwerfern.

### Moderner Einsatz
Feststoffraketen werden sowohl für militärische als auch zivile Zwecke wie die Luft- und Raumfahrt eingesetzt. Die hohe Maximalbeschleunigung macht sie ideal für Flugabwehrraketen gegen schnell fliegende Ziele. Sie werden wegen ihres geringen Preises zur Starthilfe für Raketen („Booster“) und Flugzeuge (RATO) sowie in kleinen Oberstufenantrieben eingesetzt, aber auch Interkontinentalraketen wie die Trident werden als Feststoffraketen ausgeführt. Wegen ihrer hohen Maximalbeschleunigung finden sie als Rettungsraketen Verwendung, um bemannte Raumschiffe schnell aus dem Gefahrenbereich einer versagenden Trägerrakete zu bringen.
Als Oxidator wird zum Beispiel bei APCP Ammoniumperchlorat (NH4ClO4) eingesetzt, das beim Zerfall von zwei Molekülen zum Beispiel 4 H2O + N2 + 2 O2 + Cl2 ergibt (es entsteht in der Praxis auch HCl). Sauerstoff und Chlor reagieren mit Aluminium zu Al2O3 und AlCl3 sowie einem Polymer-Bindemittel zu H2O und CO2, wobei nochmals Energie frei wird. Der Massenanteil des Aluminiums beträgt bis zu 30 Prozent.
Durch ihren einfachen Aufbau lassen sich Feststoffraketen in sehr geringer Größe bauen, so zum Beispiel als Kleinstraketen für Feuerwerkskörper, zur Signalgebung oder als spezielle Raketengeschosse für den Handwaffengebrauch. Solche Raketen haben eher einfache Treibmittel wie Schwarzpulver.
Als Werkstoff für die Brennkammern wird bei großen Triebwerken Stahl zunehmend durch kohlenstofffaserverstärkte Kunststoffe (CFK) ersetzt. Beispielsweise haben die Zefiro-Feststoffmotoren der europäischen Vega-Rakete ein CFK-Gehäuse, ebenso die Ariane 6 mit den P120-Triebwerken als Booster. Die Ariane 5 verwendete hingegen noch die EAP-P238-Booster aus Stahl. Diese leichten Werkstoffe könnten künftig auch reine Feststoffraketen ermöglichen, die große Satelliten wirtschaftlich in erdnahe Umlaufbahnen transportieren.

## Bewertung

### Vorteile
Feststoffraketen kommen – sieht man von Anwendungen mit schwenkbaren Düsen ab – ganz ohne bewegliche Teile oder zusätzliche Vorrichtungen für Brennstoffpumpen oder Leitungen aus, was eine technische Mindestmasse vorgeben würde. Auch enthalten sie ihren Treibstoff zu jeder Zeit, sodass Lager- und Betankungseinrichtungen nicht benötigt werden. Dies erleichtert beispielsweise die Anwendung für meteorologische oder bodengebundene wissenschaftliche Zwecke; zur militärischen Verwendung können sie mitunter in größerer Stückzahl in Magazinen aufbewahrt oder mitgeführt werden und sind in kurzer Zeit einsatzfähig.
Der Treibstoff selbst ist fest und deswegen wesentlich einfacher zu handhaben als flüssige oder gasförmige Treibstoffe: Er kann in dieser Form nicht entweichen und dann möglicherweise gesundheits- oder umweltschädlich wirken. Auch Instabilitäten durch schwappenden Flüssigtreibstoff fallen beim Festtreibstoff weg. Durch die Formgebung des Treibsatzes kann die sogenannte Abbrandcharakteristik, also die Schubentwicklung über die Brenndauer gesehen und die Brenndauer selbst sehr einfach beeinflusst werden. So sind auch Schubkräfte erzielbar, die größer als die von Flüssigtriebwerken sind. Nebenbei bringen die meisten Treibsatzformen mit sich, dass sich der Schwerpunkt der Rakete während des Abbrands verhältnismäßig wenig ändert, was wichtig für die Flugstabilität ist.
Durch diese Vorteile sind Feststoffraketen zuverlässig im Gebrauch, leistungsstark und preiswert zu entwickeln, herzustellen, zu warten und zu verwenden.

### Nachteile
Da Feststoffraketen ihren explosiven Treibstoff immer enthalten, geht von ihnen auch permanent eine erhöhte Gefahr aus. Auch sind sie dadurch schwerer als vergleichbar große Flüssigtreibstoffraketen, die leer transportiert und erst bei Bedarf betankt werden können. Während Flüssigkeitstreibstoffraketen nach der Zündung, aber noch vor dem Abheben bei einer Fehlfunktion wieder abgeschaltet werden können, lässt sich eine einmal gezündete Feststoffrakete nicht mehr stoppen.
Die Verbrennungsprodukte von Feststoffraketen werden meistens mit einer niedrigeren Geschwindigkeit ausgestoßen als die Verbrennungsprodukte von Flüssigtreibstoffraketen. Da sich der Schub nach der Formel
{\displaystyle {\text{Schubkraft}}={\frac {\text{Treibstoffmasse}}{\text{Zeit}}}\cdot {\text{Ausströmgeschwindigkeit}}}
errechnet, muss ihr Vorteil der hohen Schubkraft durch einen hohen Verbrauch an Treibstoff erkauft werden. Dies bedingt die gegenüber Flüssigkeitsraketen kurze Brenndauer. Eine Schubregelung während des Abbrands ist nicht möglich; und bei einem Zwischenfall kann eine Feststoffrakete auch nicht abgeschaltet werden. Lediglich bei der Herstellung des Boosters kann, etwa durch das Befüllen verschiedener Segmente mit unterschiedlich reaktiven Treibstoffmischungen oder durch die Formgebung des Treibstoffs (siehe unten), das Schubprofil über die Brenndauer beeinflusst werden.
Das gesamte Innere einer Feststoffrakete ist zugleich ihre Brennkammer. Bei der Verbrennung des Treibstoffes treten hohe Drücke und Temperaturen auf; für diese Beanspruchung müssen die Wände ausgelegt sein. Da mit steigender Größe der Rakete die Belastung der Brennkammerwand bei gleichem Innendruck zunimmt, müssen die Wände entsprechend dicker und damit schwerer werden. So steigt die Leermasse einer Feststoffrakete im Vergleich zur Gesamtmasse mit zunehmender Größe an, während sie bei Flüssigtreibstoffraketen sinkt. Die technische Höchstmasse einer Feststoffrakete liegt daher unter der anderer Raketentypen.
Feststoffraketen können umweltschädlicher als andere Bautypen sein. Bei der Verbrennung des Treibstoffes entstehen je nach Zusammensetzung zum Beispiel Chlor, Chlorwasserstoff, Schwefelverbindungen oder andere toxische Stoffe.

## Brennstoffgeometrie und Schubkraftverlauf

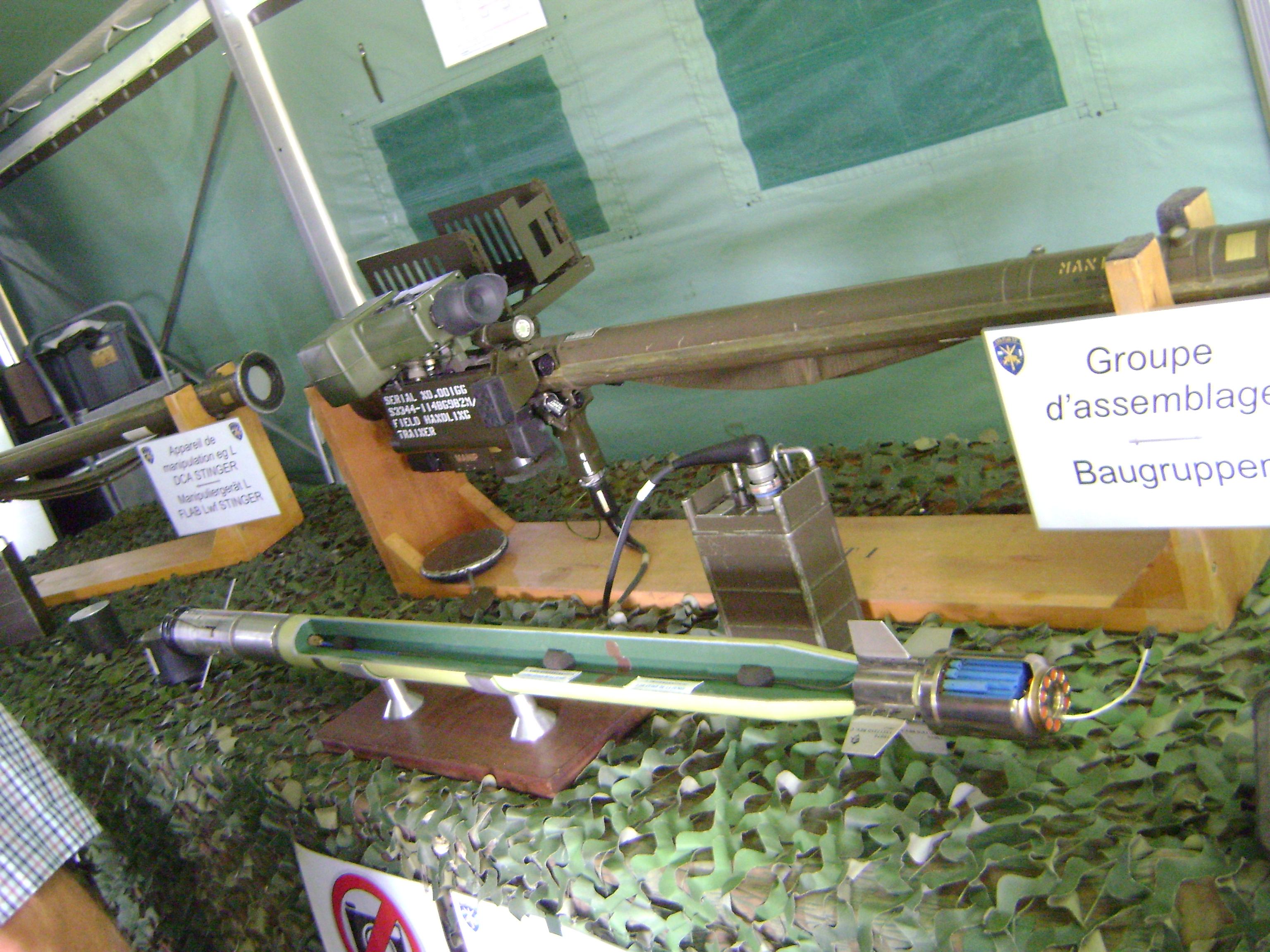
Schnittmodell einer Stinger-Rakete mit Starttriebwerk

Vereinfachte Feststoffrakete
1. Treibmittel mit zylindrischer
Aussparung in der Mitte.
2. Zünder setzt die Oberfläche des
Treibmittels in Brand.
3. Zylindrische Aussparung wirkt als
Brennkammer.
4. Abgas wird durch eine Verengung
zur Schubregulierung gedrosselt.
5. Abgas tritt aus der Rakete aus.

Im einfachsten Fall, wie etwa bei Feuerwerksraketen, ist das gesamte Innere der Feststoffrakete mit dem Treibstoff befüllt. Dieser brennt von hinten nach vorne gleichmäßig ab. Bei nur kurzer Brenndauer ist dies unproblematisch; bei längerer Brenndauer führt es jedoch zu einer sehr hohen thermischen Belastung des hinteren, bereits „leeren“ Teils der Rakete, durch den die heißen Verbrennungsgase strömen.
Um dies zu verhindern, wird der Brennstoff zu einer hohlen Röhre geformt, die von innen nach außen abbrennt. Dabei wirkt der noch vorhandene Raketentreibstoff als Wärmeisolator und schützt so die Raketenhülle vor Überhitzung. Mit zunehmender Erweiterung des Hohlraums steigt allerdings auch der Schub des Triebwerks, da dieser annähernd proportional zur Oberfläche des abbrennenden Treibstoffs ist. Bei Raketen ist dagegen meist schon in der Startphase der Schubbedarf am höchsten, da der Flugkörper zu diesem Zeitpunkt noch am schwersten ist.
Durch geeignete Formgebung des Querschnitts der Brennstoffröhre kann der Schubverlauf jedoch so beeinflusst werden, dass er den Erfordernissen entspricht. So kann der Hohlraum etwa sternförmig ausgebildet werden. Bei der Zündung ist die Oberfläche des brennenden Treibstoffs dann am größten. Nach dem Wegbrennen der Brennstoffzacken ist der Querschnitt annähernd kreisförmig und die Brennstoffoberfläche sowie der Schub sind damit geringer.